# Ucrainenii din România

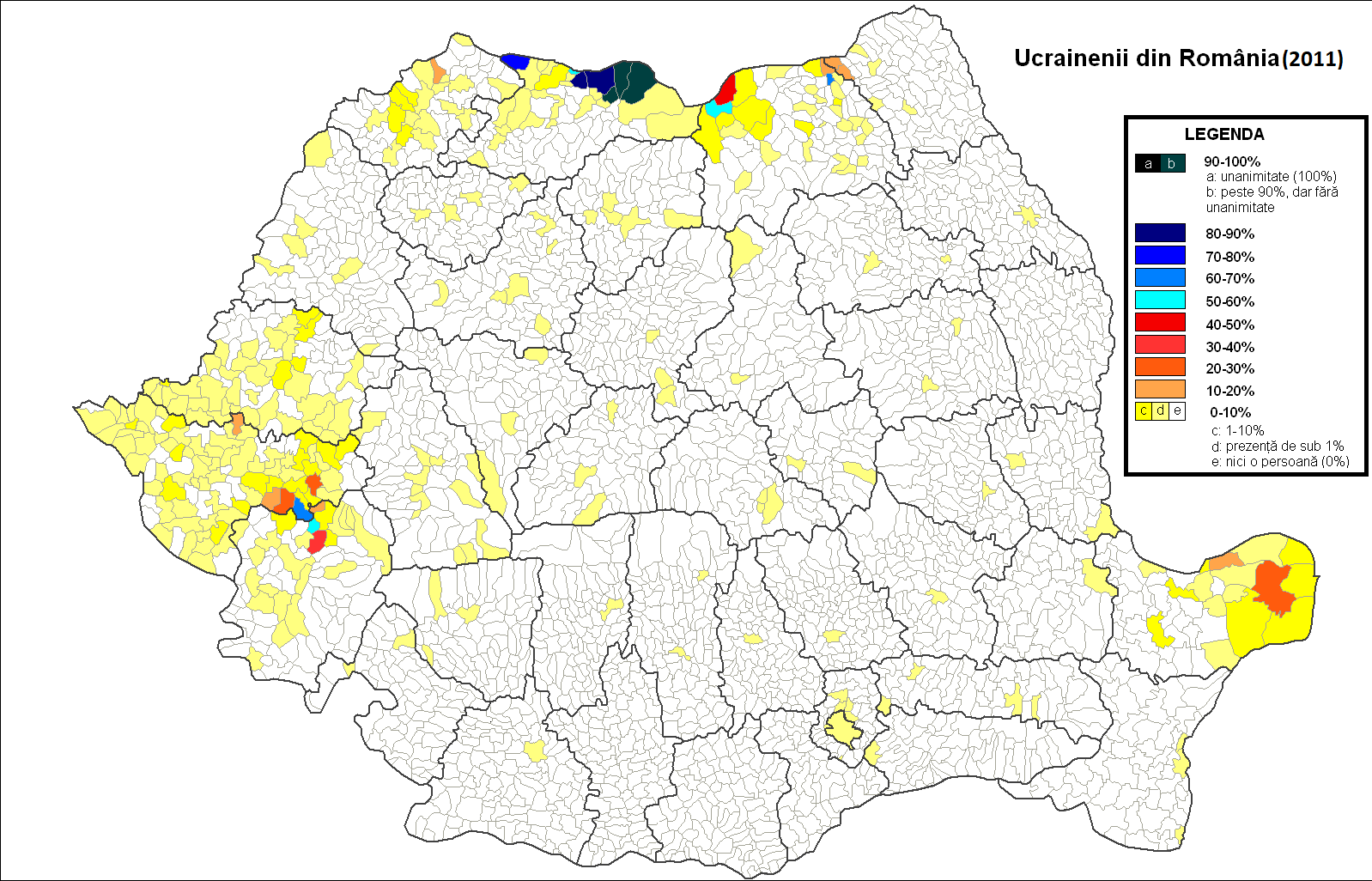
Ucrainenii din România (2011)

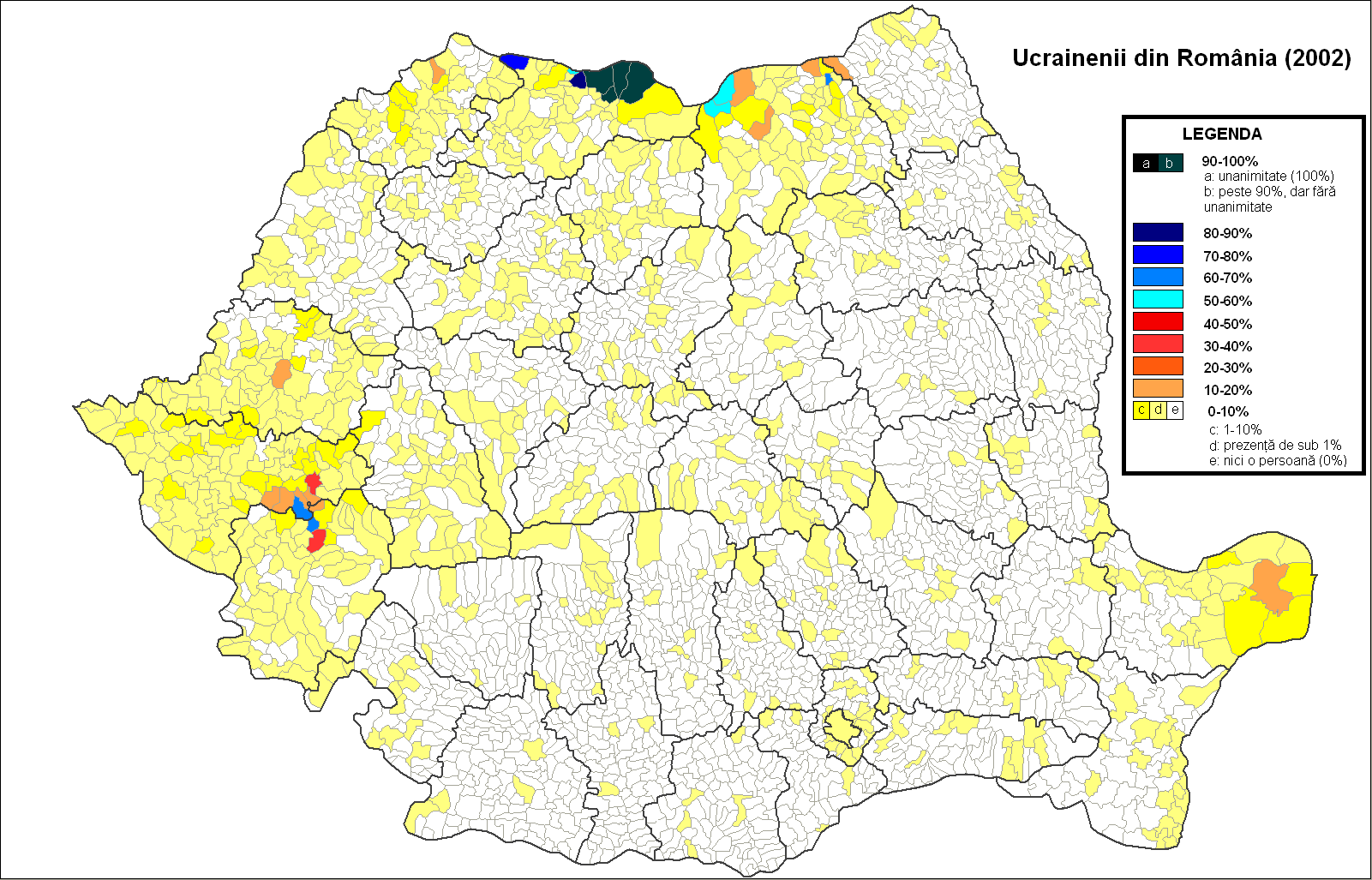
Ucrainienii din România (2002)

Ucrainenii (în ucraineană Українці) sunt al treilea grup etnic minoritar din România ca mărime, numărând 50.900 de persoane conform recensământului din 2011 (61.350 de persoane conform recensământului din 2002), adică 0,3% din totalul populației.

## Descriere
Ucrainenii trăiesc mai ales în nordul țării, în zonele din apropierea graniței cu Ucraina. Mai mult de jumătate din ucrainenii din România se află în Județul Maramureș, unde sunt 6,67% din totalul populației județului. Un număr semnificativ de ucraineni se găsesc și în Județul Suceava (8.506 persoane) și Județul Timiș (7.261 persoane). În județul Tulcea au fost numărați 1.279 ucraineni. În 12 comune din România, ucrainenii dețin majoritatea.
Ca minoritate etnică recunoscută oficial, ucrainenii au un scaun asigurat în Camera Deputaților. Ștefan Tcaciuc a ocupat această poziție din 1990 până la moartea sa în 2005, când a fost înlocuit de către Ștefan Buciuta. În urma alegerilor parlamentare din 09.12.2012 locul de deputat al minorității Ucrainene l-a ocupat avocatul Ioan Maricico. Liceul "Taras Șevcenko" din Sighetu Marmației este dedicat minorității ucrainene, aici se predă în limba ucraineană. În unele regiuni, ucrainenii dețin denumiri alternative: "rusini","ruteni" (în Maramureș, Bucovina, Banat și Crișana), "huțuli" (în zona muntoasă a Bucovinei) sau "haholi" (în Dobrogea). În trecut erau deseori numiți "ruși" sau "rusnaci" (nu în sens peiorativ! ), denumire acordată în general slavilor răsăriteni. Astfel, unele localități din nordul Carpaților Răsăriteni poartă toponime care derivă din cuvântul "rus": Ruscova,  Rus, Câmpulung Rusesc, Rușii-Munți, Rușii-Mănăstioara etc.

## Personalități ucrainene în România
- Olha Kobîleanska - scriitoare

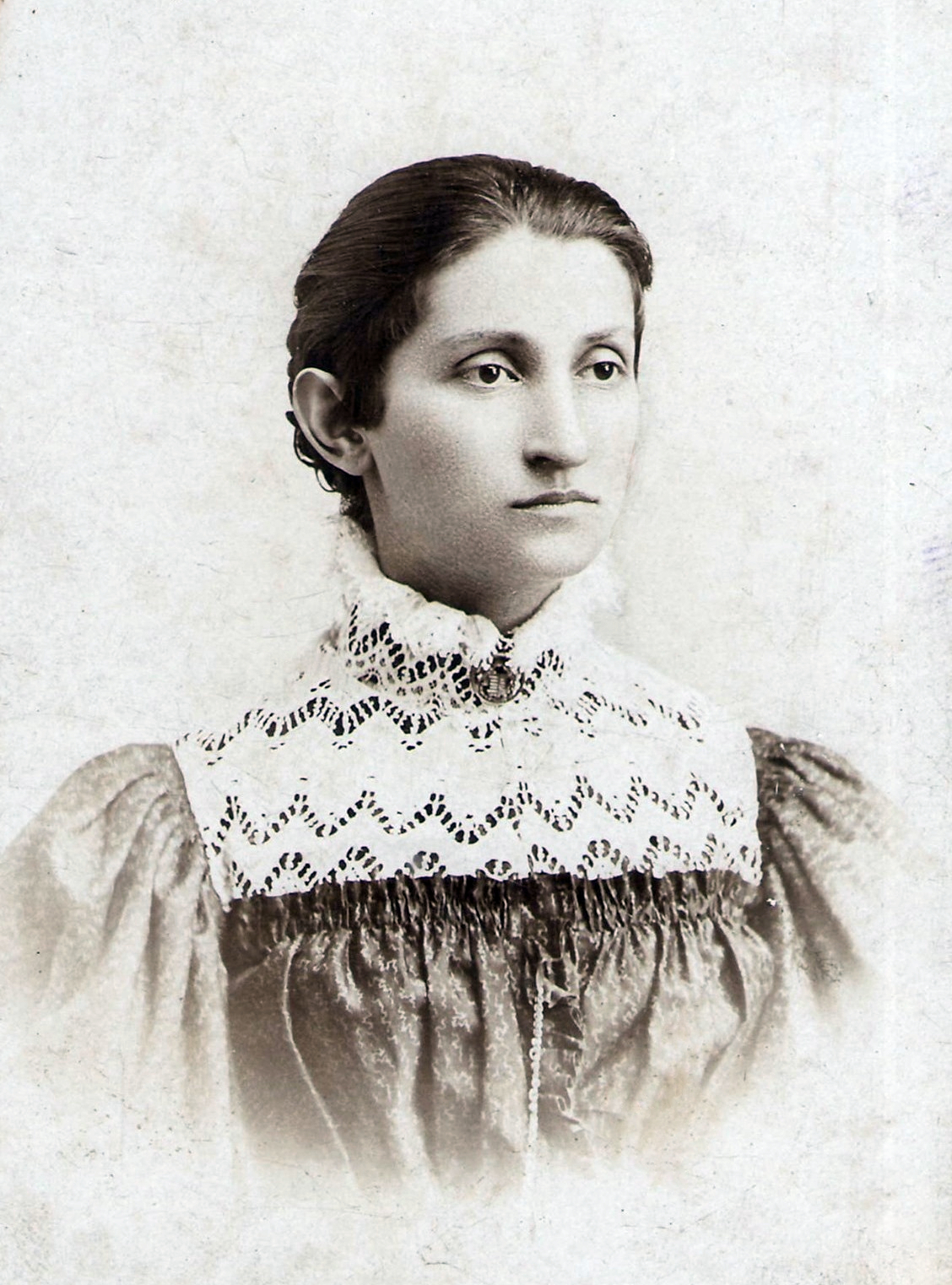
Olha Kobîleanska

- Lev Kohut - avocat, jurnalist, figură politică
- Vasil Dutciak - politician, unul din liderii politici ai ucrainenilor din România interbelică, deputat în România Mare (1930–1932)
- Anna Lesko - cântăreață, pictoriță, textieră
- Semen Halițki - lider comunist
- Eusebius Mandyczewski - compozitor, dirijor de cor și muzicolog
- Emil Bodnăraș (născut Bodnarenko) - lider comunist român, general al Armatei Române
- Vasile Luțac - muzician, profesor
- Ștefan Tcaciuc - deputat, poet, traducător
- Ștefan Buciuta - politician, deputat
- Nicolae-Miroslav Petrețchi - politician, deputat
- Natalia Pancec-violonista
- Codrea Elvira-Ministru al Educatiei
- Alexandru Ivan Greceniuc - membru al Consiliului de Tineret al Presedintelui Ucrainei
- Nicolae Tcaciuc-Albu - traducător, istoric literar
- Miroslava-Olga Șandru (născută Copaciuc) - etnografă și folcloristă
- Ostap Vîlșina - scriitor
- Iuliana Marciuc - prezentatoare TV [necesită citare]

## Legături externe
- Minoritatea ucraineană din România Arhivat în 13 martie 2016, la Wayback Machine.
- Istoria și tradițiile minorităților din România
- Minoritatea ucraineană din România (1918-1940), Florin-Răzvan Mihai, București, 2011
- Ucraineni în România
- Articol: Ucrainenii noștri Arhivat în 28 mai 2022, la Wayback Machine.
- Articol despre ucrainenii din Maramureș Arhivat în 30 septembrie 2007, la Wayback Machine.
- Articol despre ucrainenii din Banat Arhivat în 30 septembrie 2007, la Wayback Machine.
- Consulatul General al Ucrainei la Suceava Arhivat în 31 august 2012, la Wayback Machine.